# Jakob Heierli

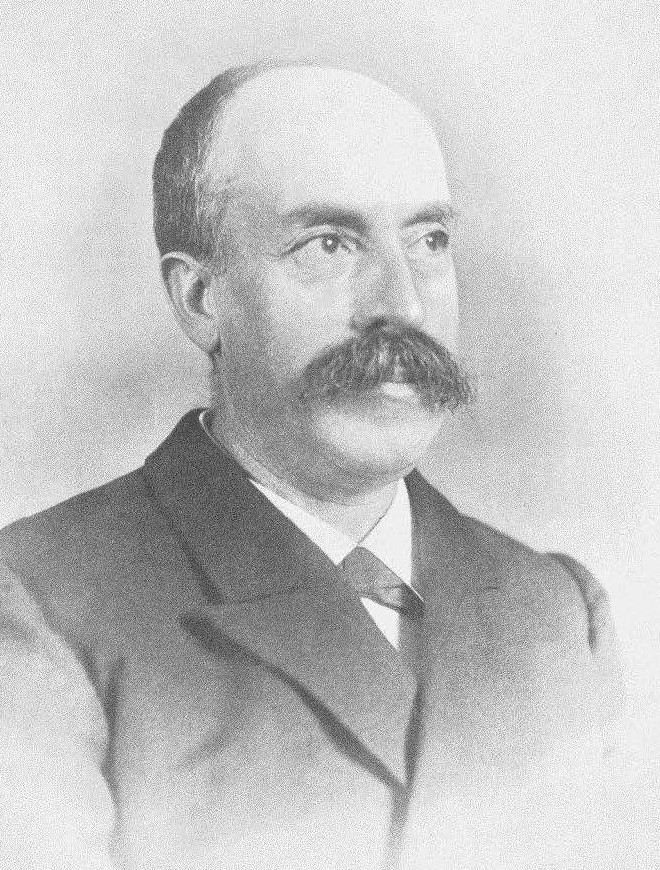
Jakob Heierli

Jakob Heierli (* 11. August 1853 in Herisau; † 18. Juli 1912 in Zürich; heimatberechtigt in Gais) war ein Schweizer Lehrer, Prähistoriker und Archäologe.

## Leben
Jakob Heierli wurde am 11. August 1853 in Herisau als Sohn von Christian Heierli, Weber, und Katharina Barbara Tanner geboren. Er besuchte von 1871 bis 1873 das Lehrerseminar in Kreuzlingen und erwarb 1873 das Lehrerpatent. Von 1873 bis 1875 leitete er die dortige Übungsschule. Er absolvierte von 1875 bis 1879 die Sekundarlehrerausbildung an Universität Zürich und bestand 1879 die Prüfung zum Sekundarlehrer. Ab 1882 bis zu seinem Tod war er als Sekundarlehrer in Hottingen (heute Stadtteil von Zürich) tätig.
Ab 1880 widmete sich Heierli neben der Tätigkeit als Lehrer der Erforschung und der Popularisierung der schweizerischen Urgeschichte. Er besuchte dazu Vorlesungen an der Universität Zürich, am Polytechnikum Zürich (heute ETH Zürich) und nahm an geologischen Exkursionen teil.
Heierli gehörte bis 1904 dem Vorstand der Antiquarischen Gesellschaft in Zürich an. Von 1888 bis 1893 war er Vizepräsident der Ethnographischen Gesellschaft (später Geographisch-Ethnographische Gesellschaft) in Zürich, danach bis zu seinem Tod Aktuar dieser Gesellschaft.
Durch die Venia legendi war Heierli von 1889 bis 1912 Privatdozent für Urgeschichte an der Universität Zürich und ab 1900 am Polytechnikum Zürich. 1901 verlieh ihm die Universität Zürich den Titel eines Doctor honoris causa «in Anerkennung seiner Verdienste um die Erforschung der schweizerischen Urgeschichte». In Frankreich wurde ihm der Titel “Officier d′ Académie” verliehen. 1901 veröffentlichte Heierli mit «Urgeschichte der Schweiz» den ersten Gesamtüberblick zum Thema. 
Im Jahr 1907 war Heierli Mitbegründer der Schweizerischen Gesellschaft für Urgeschichte (heute Archäologie Schweiz) und deren Sekretär bis zu seinem Tod.
Heierli starb am 18. Juli 1912 in Zürich. Er war mit Julie Heierli-Weber (geb. Weber) verheiratet, die die wissenschaftliche Erforschung der schweizerischen Trachten begründete.

## Wirken
Jakob Heierli wirkte bei einer Vielzahl archäologischer Ausgrabungen in der Schweiz mit. Er fertigte archäologische Karten für die Kantone Zürich, Thurgau, Aargau, Solothurn, Schaffhausen, St. Gallen und Appenzell an. Das Material für eine archäologische Karte der ganzen Schweiz hatte er bereits im Manuskript fertiggestellt.
Als Generalsekretär der Schweizerischen Gesellschaft für Urgeschichte legte Heierli die «Archäologische Landesdokumentation» an, die sich heute im Archiv von «Archäologie Schweiz» befindet. Dort legte er zu jeder Schweizer Gemeinde ein Dossier an, in welchen er Fundberichte, Briefe, Grabungsnotizen, Zeitungsberichte etc. nach den jeweiligen archäologischen Epochen ablegte.
In seinen Vorlesungen war Heierli stets bemüht, der Prähistorie neue Interessenten zu gewinnen. Darüber hinaus versuchte er durch populärwissenschaftliche Vorträge und Publikationen auch das Interesse dafür in den weitesten Kreisen zu wecken.
Heierli besuchte auch verschiedene prähistorische Ausgrabungen im Ausland und machte zahlreiche Bekanntschaften mit ausländischen Forschern. Er war korrespondierendes Mitglied zahlreicher ausländischer Gesellschaften.